# Regards
Regards ([ʁəɡa:ʁd]) è un album del cantante italo-belga Salvatore Adamo, pubblicato nel marzo 1997. L'album è prodotto dalla casa discographica EMI in Belgio e Francia.

## Tracce
1. Dans les mille ans qui viennent
2. Les heures bleues
3. Je crois aux anges
4. Elle disait tout'l temps "Je t'aime"
5. Anima
6. Salima dans le tramway
7. Laissez rêver les enfants
8. Mon Île a moi
9. Ce sera toi
10. Quelle mouche t'a piquée?
11. Le village
12. Dans le regard d'une femme
13. Ils s'aimaient
14. C'est qui s'aiment
15. Final